# Massieux
Pour l’article ayant un titre homophone, voir Massieu.
Massieux est une commune française, située dans le département de l'Ain en région Auvergne-Rhône-Alpes.

## Géographie

### Description
Massieux est une commune périurbaine située au nord de l'agglomération lyonnaise, aux confins ouest du département de l'Ain, au bord de la Saône, qui présente un territoire étroit de forme allongée s'étirant sur environ 3 kilomètres de la rive de la Saône jusqu'aux premières hauteurs du plateau de la Dombes.
Elle est desservie par l'autoroute A46 et l'ancienne route nationale 433 (actuelle RD 933). Le sentier de grande randonnée de pays (GRP) Beaujolais -Bugey par la Dombes passe sur le territoire communal.

### Communes limitrophes
|                               | Parcieux                                              |          |
| Quincieux (métropole de Lyon) | Massieux                                              | Civrieux |
|                               | Saint-Germain-au-Mont-d'Or, Genay (métropole de Lyon) |          |

### Hydrographie
La commune est limitée à l'ouest par le lit de la Saône, l'affluent principal du Rhône.
Le ruisseau du Vignard traverse la commune du nord au sud, et je jette dans le Grand Rieux, qui constitue la limite sud du territoire communal et conflue dans la Saône.

### Climat
Pour des articles plus généraux, voir Climat d'Auvergne-Rhône-Alpes et Climat de l'Ain.
En 2010, le climat de la commune est de type climat océanique altéré, selon une étude du CNRS s'appuyant sur une série de données couvrant la période 1971-2000. En 2020, Météo-France publie une typologie des climats de la France métropolitaine dans laquelle la commune est dans une zone de transition entre le climat semi-continental et le climat de montagne et est dans la région climatique Bourgogne, vallée de la Saône, caractérisée par un bon ensoleillement (1 900 h/an), un été chaud (18,5 °C), un air sec au printemps et en été et des vents faibles.
Pour la période 1971-2000, la température annuelle moyenne est de 11,9 °C, avec une amplitude thermique annuelle de 18,1 °C. Le cumul annuel moyen de précipitations est de 812 mm, avec 9,4 jours de précipitations en janvier et 6,7 jours en juillet. Pour la période 1991-2020, la température moyenne annuelle observée sur la station météorologique de Météo-France la plus proche, sur la commune de Pommiers à 12 km à vol d'oiseau, est de 12,6 °C et le cumul annuel moyen de précipitations est de 778,0 mm,. Pour l'avenir, les paramètres climatiques de la commune estimés pour 2050 selon différents scénarios d'émission de gaz à effet de serre sont consultables sur un site dédié publié par Météo-France en novembre 2022.

## Urbanisme

### Typologie
Au 1er janvier 2024, Massieux est catégorisée ceinture urbaine, selon la nouvelle grille communale de densité à 7 niveaux définie par l'Insee en 2022.
Elle appartient à l'unité urbaine de Lyon, une agglomération inter-départementale dont elle est une commune de la banlieue,. Par ailleurs la commune fait partie de l'aire d'attraction de Lyon, dont elle est une commune de la couronne,. Cette aire, qui regroupe 397 communes, est catégorisée dans les aires de 700 000 habitants ou plus (hors Paris),.

### Occupation des sols

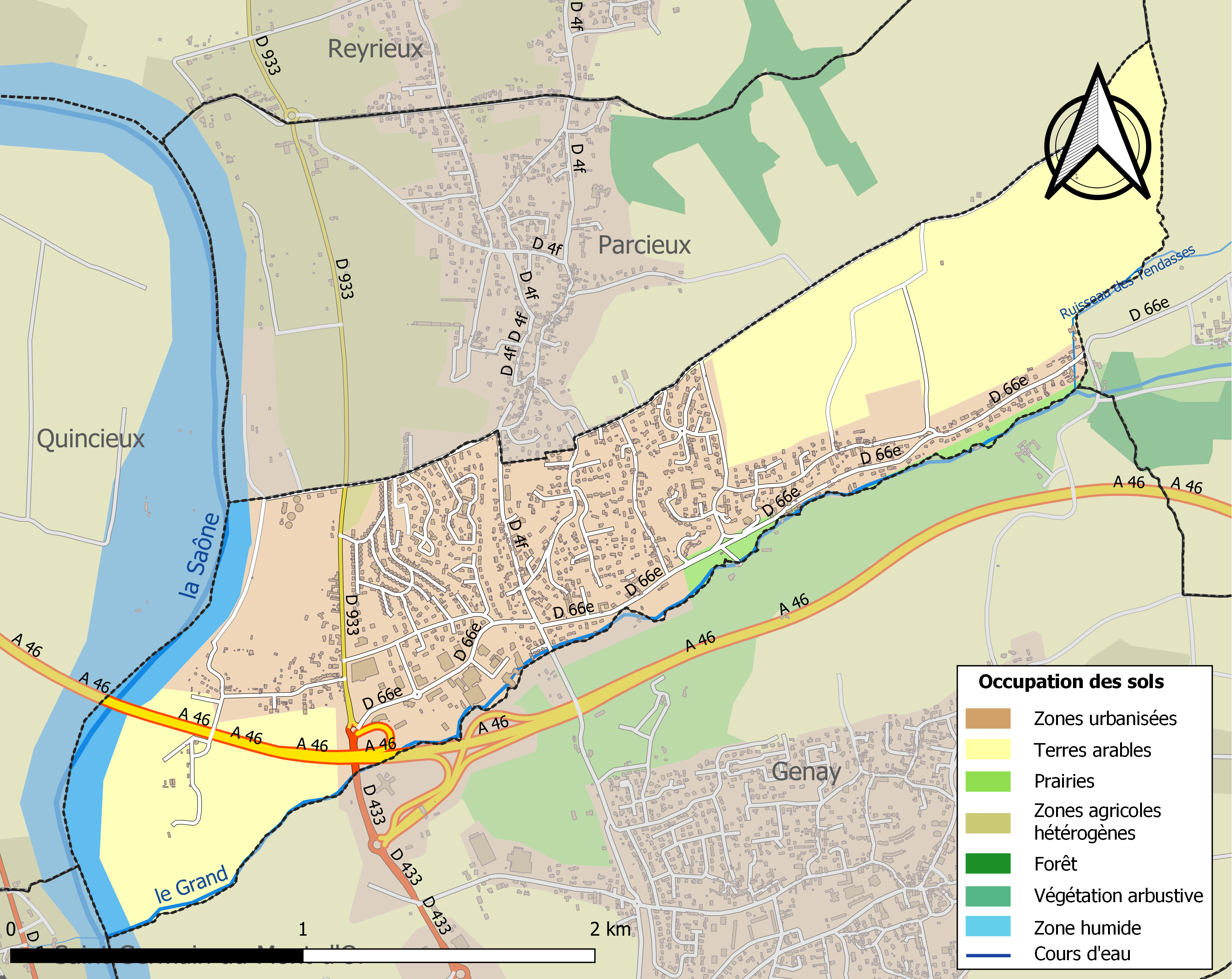
Carte des infrastructures et de l'occupation des sols de la commune en 2018 (CLC).

L'occupation des sols de la commune, telle qu'elle ressort de la base de données européenne d’occupation biophysique des sols Corine Land Cover (CLC), est marquée par l'importance des territoires artificialisés (49,4 % en 2018), en augmentation par rapport à 1990 (38,5 %). La répartition détaillée en 2018 est la suivante : 
zones urbanisées (45,3 %), terres arables (42,6 %), eaux continentales (5,3 %), zones industrielles ou commerciales et réseaux de communication (4,1 %), prairies (2,3 %), zones agricoles hétérogènes (0,4 %).
L'évolution de l’occupation des sols de la commune et de ses infrastructures peut être observée sur les différentes représentations cartographiques du territoire : la carte de Cassini (XVIIIe siècle), la carte d'état-major (1820-1866) et les cartes ou photos aériennes de l'IGN pour la période actuelle (1950 à aujourd'hui).

### Habitat et logement
En 2020, le nombre total de logements dans la commune était de 1 105, alors qu'il était de 972 en 2015 et de 913 en 2010.
Parmi ces logements, 96,1 % étaient des résidences principales, 1,1 % des résidences secondaires et 2,8 % des logements vacants. Ces logements étaient pour 85,3 % d'entre eux des maisons individuelles et pour 14 % des appartements.
Le tableau ci-dessous présente la typologie des logements à Massieux en 2020 en comparaison avec celle de l'Ain et de la France entière. Une caractéristique marquante du parc de logements est ainsi une proportion de résidences secondaires et logements occasionnels (1,1 %) inférieure à celle du département (5,5 %) et e à celle de la France entière (9,7 %). Concernant le statut d'occupation de ces logements, 79,5 % des habitants de la commune sont propriétaires de leur logement (81,4 % en 2015), contre 62,4 % pour l'Ain et 57,5 pour la France entière.
| Typologie                                               | Massieux | Ain  | France entière |
| ------------------------------------------------------- | -------- | ---- | -------------- |
| Résidences principales (en %)                           | 96,1     | 86,3 | 82,1           |
| Résidences secondaires et logements occasionnels (en %) | 1,1      | 5,5  | 9,7            |
| Logements vacants (en %)                                | 2,8      | 8,2  | 8,2            |

## Toponymie
Le nom de la commune est attesté sous la forme Machiaco en 1153, Maceu en 1228, au XVIIe siècle, on écrivait Marcieu, Marssieu ou Macieu.
D'après l'abbé Gringoz, le mot misellus est devenu Maissia, Massia, indiquant qu'un village d'après son exposition permettait le soin aux déshérités. Cependant, l'évolution d'un hypothétique *Misellus en Machiaco est phonétiquement impossible[pourquoi ?].
En 1853, L'abbé Jolibois précise que « Massieux a un nom d'origine latine et parait signifier habitation de Matius ». Le toponyme avec une terminaison -eu(x) franco-provençale trouve son origine dans le nom d'une villa gallo-romaine, basé sur l'anthroponyme Macius, suivi du suffixe -acum, d'origine gauloise et marquant l'appartenance.
Massieu (Maciacum XIVe siècle) est homonyme des formes d'oïl Machy, Massy, Macé et d'oc Massac, Massat.
Les habitants de Massieux s'appellent les Masserots et Masserotes.

## Histoire
On a trouvé sur son territoire des urnes cinéraires, des tuiles et des médailles [Quand ?].
La seigneurie dépend des sires de Villars puis de Bourbon à partir de 1402 et fait alors partie de la souveraineté de Dombes, sauf une petite partie qui relève du Franc-Lyonnais. Le village de Massieux fait partie de la Dombes jusqu'au rattachement de celle-ci au royaume de France en 1762.

### Les crues
Situé en bord de Saône, Massieux sait composer avec les crues.
Les premiers témoignages remontent en l'an 580 sous le règne de Childebert II quand une crue est suivie d'une épidémie de peste qui fait disparaître les deux tiers de la population locale. Les plus importantes depuis que l'on note le niveau des crues (milieu du XVIIIe siècle) ont été celles de 1840 (record absolu avec 8,05 m), 1910, 1955 et plus récemment celles de 1970, 1981, 1983 et 1987.

### Révolution française et Empire
La première élection municipale a lieu le 7 février 1790, par l'« assemblée de la communauté des citoyens actifs de la paroisse de Massieux ». Cette assemblée s'est tenue dans l'église paroissiale, convoquée par le « Sieur Simon ». La liste des citoyens actifs avait été établie par délibération du 31 janvier 1790. Outre M. le curé, l'assemblée comptait 33 personnes sur 190 habitants dénombrés.
L'organisation est réglée par les lettres patentes du roi données sur le décret de l'assemblée nationale du 12 novembre 1789, et suivant l'instruction de l'assemblée nationale du 14 décembre 1789.
Le dénombrement de population implique que la municipalité soit composée de trois membres, y compris le maire, et d'un procureur de la commune.Sont élus à la majorité absolue Benoît Simon (payant 64 livres d'impôts) comme maire, Jean Paul (payant 12 livres d'impôts) comme procureur, et Claude Debouttière (payant 70 livres d'impôts) et Claude Perraud (payant 40 livres) comme membres de la municipalité.
Les notables élus pour composer le conseil de la commune sont au nombre de six, payant entre 6 et 20 livres d'impôts.
Le dimanche 22 août 1790, l'« assemblée des citoyens actifs de la paroisse », regroupant 43 personnes, se réunissent pour la garde nationale. Le dénombrement de la population fait que doivent être nommés deux officiers et un sous-officier. Sont élus Antoine Jacquit capitaine, « le Sieur Debouttière fils aîné » lieutenant, Perret fils fourrier et sergent, et Étienne Bérieu caporal. Ces nouveaux élus ont prêté serment de « maintenir de tout leur pouvoir la constitution du Royaume ... ». En juillet 1791, s'engagent Martin Bernardin, Étienne Bérieu et Jacques Josserand, conformément à l'article 4 du décret de l'Assemblée nationale du 22 juin 1791.
En 1790, le village devient une commune du département de l'Ain appartenant au canton de Trévoux, puis à celui de Reyrieux en 1985, et de nouveau à celui de Trévoux en 2015.
Le 23 février 1791, la municipalité déclare que les modèles de poids qui sont en usage pour la partie qui était en Dombes sont identiques à ceux de Trévoux, et ceux de la partie qui était en Franc-Lyonnais étant identiques à ceux de Lyon.
Le 18 mars 1792 est élu à la fonction de maire Monsieur Balmond, négociant à Lyon et propriétaire à Massieux.
D'après les archives de l'Ain (1888) : « Massieux, ce village est situé à 7 kilomètres de Trévoux et à 49 de Bourg, sur une petite hauteur (250 mètres) non loin de la Saône. Le sol est excellent pour le froment ; on y récolte un vin fort passable. La population est de 254 habitants et la superficie de 310 hectares. »[réf. nécessaire]

### Époque contemporaine
Demeuré longtemps un territoire voué à l'agriculture, le village connaît à partir des années 1970 un fort développement avec notamment la création de zones pavillonnaires en raison de sa proximité avec l'agglomération lyonnaise. La population est multipliée par cinq entre 1968 et 1982.

## Politique et administration

### Rattachements administratifs et électoraux

#### Rattachements administratifs
La commune se trouve depuis 1926 dans l'arrondissement de Bourg-en-Bresse du département de l'Ain.
Elle faisait partie de 1793 à 1984 du canton de Trévoux, année où elle intègre le canton de Reyrieux. Dans le cadre du redécoupage cantonal de 2014 en France, cette circonscription administrative territoriale a disparu, et le canton n'est plus qu'une circonscription électorale.

#### Rattachements électoraux
Pour les élections départementales, la commune fait partie depuis 2014 d'un nouveau canton de Trévoux porté de 6 à 12 communes.
Pour l'élection des députés, elle fait partie de la deuxième circonscription de l'Ain  pour les élections législatives, depuis le dernier découpage électoral de 2010.

### Intercommunalité
Massieux était membre de la communauté de communes Saône Vallée, un établissement public de coopération intercommunale (EPCI) à fiscalité propre créé en 1994 et auquel la commune avait transféré un certain nombre de ses compétences, dans les conditions déterminées par le code général des collectivités territoriales.
Conformément aux prescriptions de la loi de réforme des collectivités territoriales du 16 décembre 2010, qui a prévu le renforcement et la simplification des intercommunalités et la constitution de structures intercommunales de grande taille, cette intercommunalité a fusionné avec sa voisine pour former, le 1er janvier 2014, la communauté de communes Dombes Saône Vallée, dont est désormais membre la commune.

### Liste des maires
| Période                                  | Période                   | Identité                | Étiquette | Qualité                                               |
| ---------------------------------------- | ------------------------- | ----------------------- | --------- | ----------------------------------------------------- |
| Les données manquantes sont à compléter. |                           |                         |           |                                                       |
| 1790                                     | An IV                     | Benoît Simon            |           |                                                       |
| An IV                                    | An VI                     | Jean-Baptiste Farge     |           |                                                       |
| An VI                                    | 1800                      | Pierre Marcel           |           |                                                       |
| 1800                                     | 1800                      | Besson                  |           |                                                       |
| 1800                                     | 1812                      | Jean-Claude Debouttière |           |                                                       |
| 1812                                     | 1816                      | Georges Renoud          |           |                                                       |
| 1818                                     | 1827                      | Jean-Claude Debouttière |           |                                                       |
| 1827                                     | 1833                      | Claude Vicard           |           |                                                       |
| 1833                                     | 1857                      | Jean-Claude Debouttière |           |                                                       |
| 1857                                     | 1865                      | François Debouttière    |           |                                                       |
| 1865                                     | 1868                      | Louis Flacheron         |           |                                                       |
| 1868                                     | 1876                      | Claude Debouttière      |           | Cultivateur                                           |
| 1876                                     | 1881                      | Jean-Fleury Noyer       |           |                                                       |
| 1881                                     | 1896                      | Claude Geoffray         |           | Cultivateur                                           |
| 1896                                     | 1900                      | Claude Ray              |           |                                                       |
| 1900                                     | 1908                      | Claude Morel            |           |                                                       |
| 1908                                     | 1935                      | Jean-Claude Vicard      |           | Cultivateur, réélu en 1912, 1919, 1925 et 1929        |
| 1935                                     | 1945                      | Jean-Pierre Ladret      |           |                                                       |
| 1945                                     | 1953                      | Antoine Devignolle      |           |                                                       |
| 1953                                     | 1965                      | Pierre Bourdin          |           |                                                       |
| 1965                                     | 1991                      | Claudius Ladret         |           |                                                       |
| 1991                                     | mars 2008                 | Jean Biennard           |           |                                                       |
| mars 2008                                | mai 2020                  | Bernard Grison          |           | Président de la CC Dombes Saône Vallée (2014 → 2020)  |
| mai 2020,                                | En cours (au 6 juin 2023) | Patrick Nabeth          |           | Vice-président de la CC Dombes Saône Vallée (2020 → ) |

## Équipements et services publics

### Enseignement
Il y a une école élémentaire maternelle et une école primaire (École du Petit Bois) (toutes deux publiques).
Jusqu'à la rentrée 2011, le restaurant scolaire était géré par l'"Association du Restaurant Scolaire".

### Santé
Le village compte un médecin généraliste et un kinésithérapeute jusqu'en 2013.
À cette date est construit un nouveau bâtiment accueillant un cabinet médical, un cabinet de kinésithérapie, un cabinet d'ostéopathie, orthophonie et sophoro-réflexologie.
En septembre 2016, ouvrent "les Bastides", un cabinet d’infirmier, de psychomotricité, de naturopathie, d’hypnose et d’Ayurveda-Yoga.

### Équipements sportifs
Massieux est doté d'équipements sportifs comme des terrains de tennis, un stade et un parc de jeux.[réf. nécessaire]

## Population et société

### Démographie
L'évolution du nombre d'habitants est connue à travers les recensements de la population effectués dans la commune depuis 1793. Pour les communes de moins de 10 000 habitants, une enquête de recensement portant sur toute la population est réalisée tous les cinq ans, les populations de référence des années intermédiaires étant quant à elles estimées par interpolation ou extrapolation. Pour la commune, le premier recensement exhaustif entrant dans le cadre du nouveau dispositif a été réalisé en 2005.

En 2022, la commune comptait 2 733 habitants, en évolution de +8,5 % par rapport à 2016 (Ain : +5,15 %, France hors Mayotte : +2,11 %).
| 1793 | 1800 | 1806 | 1831 | 1836 | 1841 | 1846 | 1851 | 1856 |
| ---- | ---- | ---- | ---- | ---- | ---- | ---- | ---- | ---- |
| 183  | 151  | 213  | 317  | 281  | 312  | 306  | 308  | 303  |

| 1861 | 1866 | 1872 | 1876 | 1881 | 1886 | 1891 | 1896 | 1901 |
| ---- | ---- | ---- | ---- | ---- | ---- | ---- | ---- | ---- |
| 312  | 310  | 299  | 269  | 271  | 254  | 249  | 249  | 236  |

| 1906 | 1911 | 1921 | 1926 | 1931 | 1936 | 1946 | 1954 | 1962 |
| ---- | ---- | ---- | ---- | ---- | ---- | ---- | ---- | ---- |
| 244  | 251  | 226  | 235  | 229  | 251  | 215  | 266  | 286  |

| 1968 | 1975 | 1982  | 1990  | 1999  | 2005  | 2006  | 2010  | 2015  |
| ---- | ---- | ----- | ----- | ----- | ----- | ----- | ----- | ----- |
| 291  | 805  | 1 568 | 1 782 | 2 120 | 2 383 | 2 382 | 2 428 | 2 516 |

| 2020  | 2022  | - | - | - | - | - | - | - |
| ----- | ----- | - | - | - | - | - | - | - |
| 2 709 | 2 733 | - | - | - | - | - | - | - |

### Cultes
L'église Saint-Barthélemy est utilisée pour le culte catholique.

## Économie
Massieux compte plusieurs commerces de proximité : boulangerie, pharmacie, etc.[réf. nécessaire]

## Culture locale et patrimoine

### Lieux et monuments
- L'église Saint-Barthélemy, de style roman, remonte pour ses parties les plus anciennes au XIIe siècle mais elle a été remaniée au cours du temps.

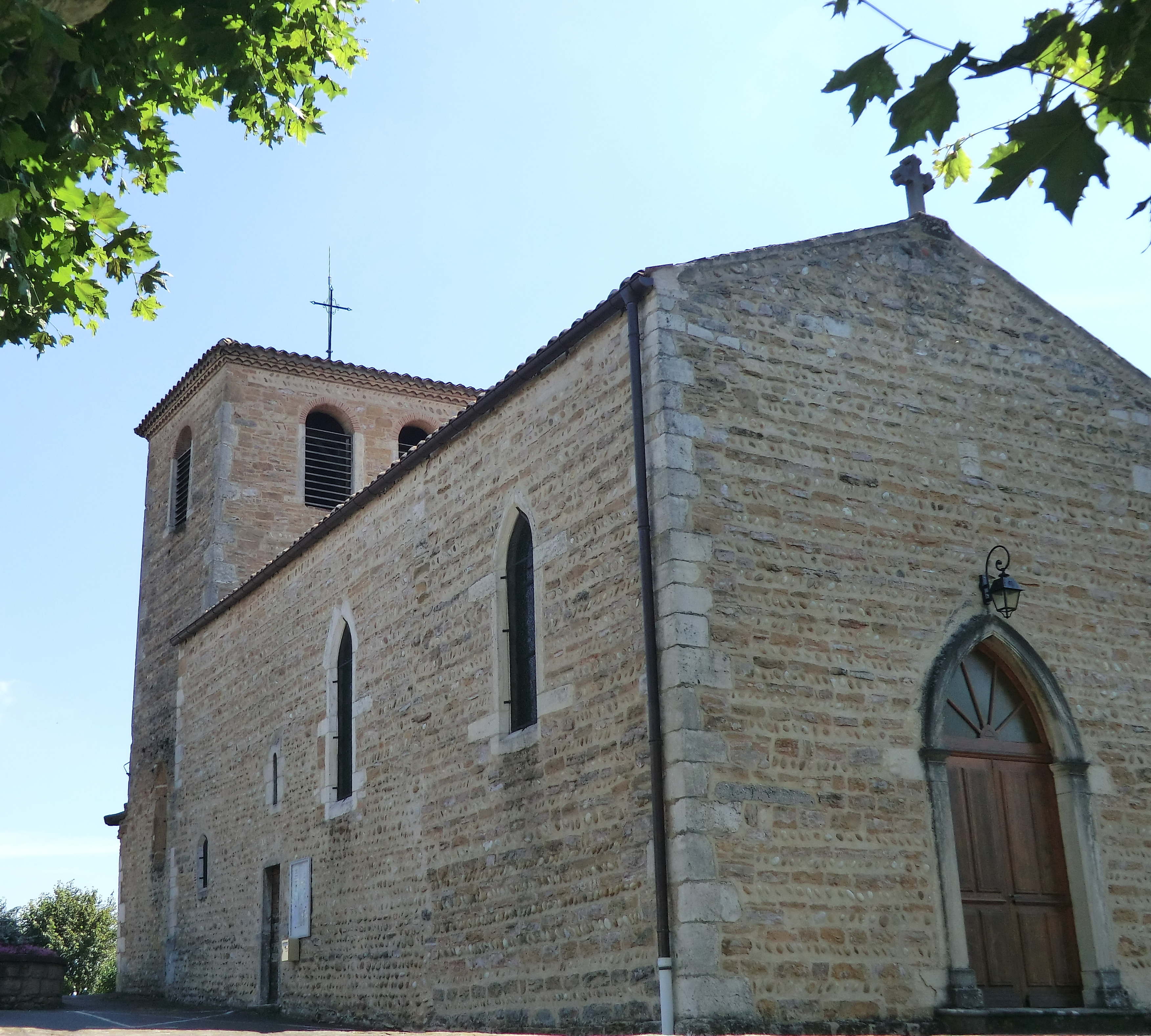
L'église Saint-Barthélemy.
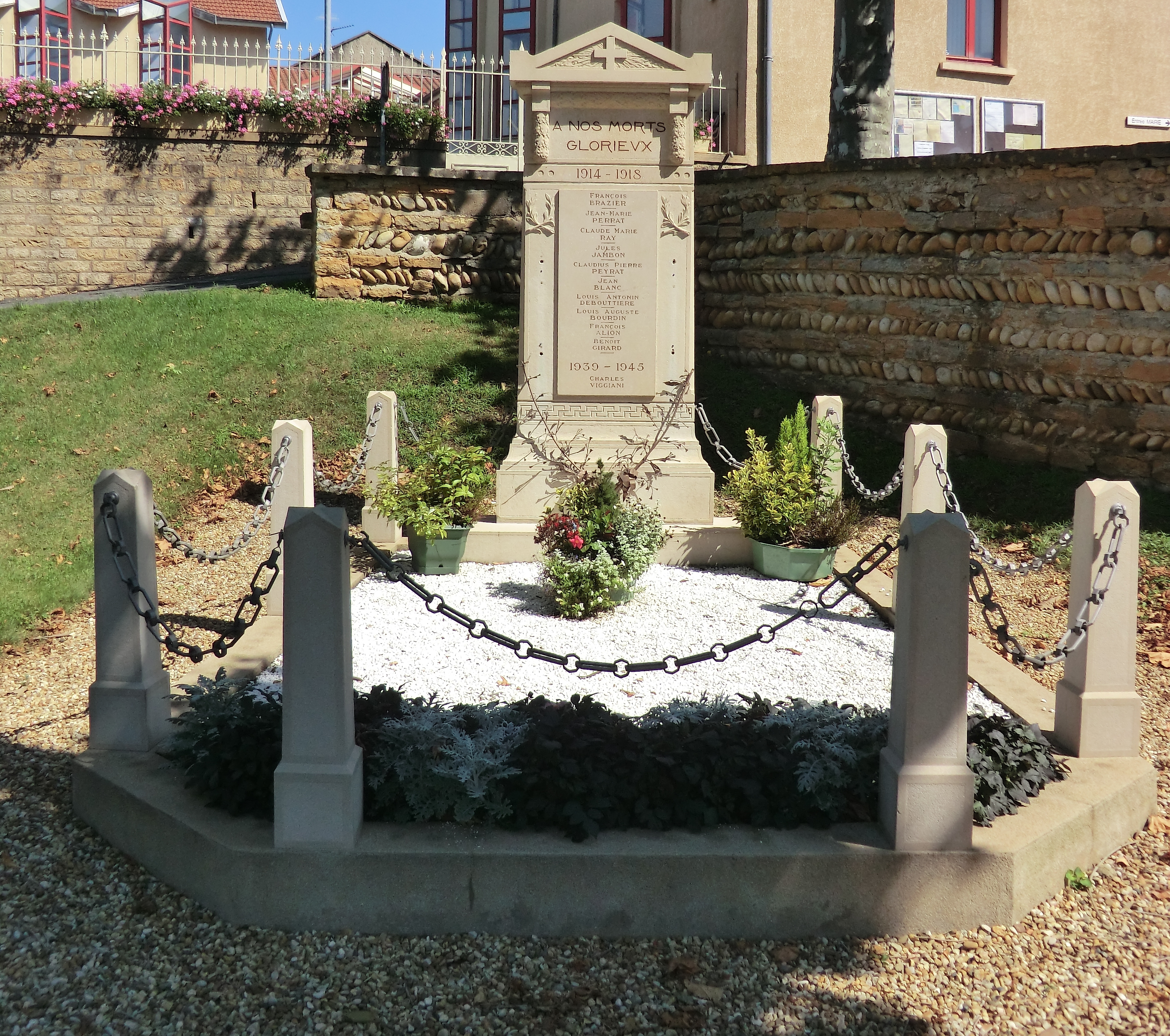
Monument aux morts de Massieux.

### Personnalités liées à la commune
- Edmond Blanc (1896-1957), président du conseil général de l'Ain, y est né.

## Pour approfondir